# Podjelše
Podjelše este o localitate din comuna Kamnik, Slovenia, cu o populație de 34 de locuitori.